# X Ambassadors
X Ambassadors är ett amerikanskt poprockband från Ithaca i New York. Bandet består av Sam Harris, Casey Harris och Adam Levin. De är mest kända för låtar som "Renegades" och "Unsteady". Bandets debutalbum VHS släpptes den 30 juni 2015. Sedan dess har de släppt två ytterligare album, ORION den 14 juni 2019 och The Beautiful Liar den 24 september 2021.

## Bakgrund
Bandet startades 2009, men började inte få uppmärksamhet förrän sångaren i Imagine Dragons, Dan Reynolds, hörde en version av deras låt "Litost". Reynolds hörde av sig till skivbolaget Interscope, som Imagine Dragons är signade under, och tipsade dem om X Ambassadors, vilket ledde till ett skivkontrakt.
Efter att de fått skivkontrakt släppte de två stycken EP, Love Songs Drug Songs 2013 och The Reason 2014 innan deras debutalbum VHS släpptes 2015.
Bandet började promota sitt andra album i början av 2018 med släppet av singlarna "Joyful" och "Don't Stay". Men nästan ett år senare meddelade de att jobbet på deras kommande album, som precis som dess första singel också skulle varit betitlat "Joyful", hade avbrutits och albumet slopats, eftersom de ansåg att det inte kändes som det representerade dem bra. Samtidigt meddelade de att de istället hade gjort ett annat album, ORION. Två singlar från albumet släpptes den 19 april 2019 innan albumet släpptes den 14 juni 2019. I mars året därpå släppte de även en EP med tre låtar, Belong, som innehöll låtar som inte passade in på ORION.
Bandets tredje album The Beautiful Liar släpptes den 24 september 2021, och var upplagt som en ljudbok med musikspår.
Bandets frontman Sam Nelson påbörjade även en solokarriär under 2023. Hans debutsingel "forever, now" släpptes den 1 februari 2023, som sen följdes av två ytterligare singlar, "battery acid" och "give me hell". Singlarna är från Nelsons första soloalbum why does everything make me cry? som släpptes 5 maj 2023.
Den 19 januari 2024 annonserade de sitt fjärde album Townie. Albumets första singel No Strings släpptes samma dag. Albumets andra singel Your Town släpptes den 16 februari. Dess tredje singel Half-Life släpptes den 15 mars, och till sist släpptes den fjärde singeln Follow The Sound of My Voice den 29 mars, endast en vecka innan albumet släpptes den 5 april 2024.

## Medlemmar[9]

### Bandmedlemmar
- Sam Nelson Harris – sång, gitarr, saxofon, bas, trummor, slagverk (2009– )
- Casey Harris – piano, keyboard, bakgrundssång (2009– )
- Adam Levin – trummor, slagverk (2009– )

### Turnémedlemmar
- Russ Flynn – gitarr, bas (2016–)

### Tidigare medlemmar
- Noah Feldshuh – leadgitarr, basgitarr, keyboards, bakgrundssång (2009–2016; tagit paus)

## Diskografi[10]

### Studioalbum
| År   | Titel              |
| ---- | ------------------ |
| 2015 | VHS                |
| 2019 | ORION              |
| 2021 | The Beautiful Liar |
| 2024 | Townie             |

### EP
| År   | Titel                 |
| ---- | --------------------- |
| 2013 | Love Songs Drug Songs |
| 2014 | The Reason EP         |
| 2020 | Belong EP             |

### Singlar[11]
| År   | Titel                                                         | Album/EP                                                                    |
| ---- | ------------------------------------------------------------- | --------------------------------------------------------------------------- |
| 2013 | Unconsolable                                                  | Love Songs Drug Songs                                                       |
| 2013 | Jungle (med Jamie N. Commons)                                 | VHS                                                                         |
| 2015 | Renegades                                                     | VHS                                                                         |
| 2015 | American Oxygen                                               | inget album                                                                 |
| 2015 | Unsteady                                                      | VHS                                                                         |
| 2016 | Collider (med Tom Morello)                                    | VHS 2.0                                                                     |
| 2017 | Hoping                                                        | inget album                                                                 |
| 2017 | Torches                                                       | inget album                                                                 |
| 2017 | The Devil You Know                                            | inget album                                                                 |
| 2017 | Ahead of Myself                                               | inget album                                                                 |
| 2017 | Home (med Bebe Rexha & Machine Gun Kelly)                     | Bright: The Album                                                           |
| 2018 | JOYFUL                                                        | Kasserat andra album                                                        |
| 2018 | Don't Stay                                                    | Kasserat andra album                                                        |
| 2019 | BOOM                                                          | ORION                                                                       |
| 2019 | HEY CHILD                                                     | ORION                                                                       |
| 2019 | HOLD YOU DOWN                                                 | ORION                                                                       |
| 2019 | OPTIMISTIC                                                    | inget album                                                                 |
| 2020 | Everything Sounds Like A Love Song                            | Belong EP                                                                   |
| 2020 | Great Unknown                                                 | "The Call of The Wild" filmsoundtrack                                       |
| 2020 | Zen (med Grandson & K.Flay)                                   | inget album                                                                 |
| 2021 | Ultraviolet Tragedies (med Terrell Hines)                     | inget album, men del av bandets serie av kollaborationssinglar, kallad "Eg" |
| 2021 | skip.that.party (med Jensen McRae)                            | inget album, men del av bandets serie av kollaborationssinglar, kallad "Eg" |
| 2021 | Torture (med Earl St. Clair)                                  | inget album, men del av bandets serie av kollaborationssinglar, kallad "Eg" |
| 2021 | My Own Monster                                                | The Beautiful Liar                                                          |
| 2021 | Okay                                                          | The Beautiful Liar                                                          |
| 2021 | Adrenaline                                                    | The Beautiful Liar                                                          |
| 2022 | Back To You (Lost Frequencies med X Ambassadors & Elley Duhé) | All Stand Togehther                                                         |
| 2023 | Happy People (med Teddy Swims & Jac Ross)                     | del av bandets serie "Eg"                                                   |
| 2023 | Friend For Life (med Medium Build)                            | del av bandets serie "Eg"                                                   |
| 2023 | Devastation (med PAMÉ)                                        | del av bandets serie "Eg"                                                   |
| 2023 | Alcohol (med BRELAND)                                         | del av bandets serie "Eg"                                                   |
| 2023 | Deep End                                                      | "Aquaman and The Lost Kingdom" Soundtrack                                   |
| 2024 | No Strings                                                    | Townie                                                                      |
| 2024 | Your Town                                                     | Townie                                                                      |
| 2024 | Half-Life                                                     | Townie                                                                      |
| 2024 | Follow The Sound of My Voice                                  | Townie                                                                      |